# القيمة العاطفية
القيمة العاطفية (بالنرويجية: Affeksjonsverdi) هو فيلم درامي كوميدي لعام 2025 من إخراج خواكيم ترايير، الذي شارك في كتابة السيناريو مع إسكيل فوغت. ومن بطولة ريناتي رينسف وستيلان سكارسغارد وإنغا إبسدوتر ليلياس وإيل فانينغ وكوري مايكل سميث وآندرس دانييلسن لاي.
عرض الفيلم لأول مرة عالميًا في المسابقة الرئيسية لمهرجان كان السينمائي لعام 2025 في 21 مايو، حيث نال استحسانًا واسع النطاق وفاز بالجائزة الكبرى. وصدر في دور العرض في النرويج في 12 سبتمبر بواسطة شركة نورديسك فيلم.

## القصة
بعد وفاة والدتهما سيسيل، تُجبر الشقيقتان المنفصلتان نورا وأغنيس بورغ على مواجهة والدهما البعيد غوستاف، مخرج أفلام كان مشهورًا في السابق ولكنه الآن شبه منسي، والذي تخلى عن العائلة عندما كانت الفتاتان صغيرتين، نورا، وهي الآن ممثلة مسرحية طموحة، أعطت الأولوية لمسيرتها المهنية، بينما اختارت أغنيس حياة مستقرة مع زوج وطفل ووظيفة - مما خلق تناقضًا صارخًا يزيد من توتر علاقتهما. غوستاف، مقتنعًا بأن سيناريو سيرته الذاتية الذي كتبه سيكون تذكرته للعودة إلى الشهرة، يريد أن يروي قصة والدته، التي انتحرت في منزل العائلة في النرويج - وهو مكان لا يزال مملوكًا له جزئيًا ومسكونًا بالصدمة التي تحملتها من التعذيب النازي خلال الحرب. يعرض غوستاف الدور الرئيسي على نورا، لكنها ترفض بشدة، مما دفعه إلى اختيار الممثلة الهوليودية راشيل كيمب بدلاً منها، والتي التقى بها خلال معرض لأفلامه في فرنسا. مع بدء التصوير، ينتهز غوستاف الفرصة ليس فقط لإحياء إرثه الفني ولكن أيضًا لإصلاح العلاقات المتصدعة مع بناته.

## الممثلون
- ريناتي رينسف في دور نورا بورغ،[4] ممثلة مسرحية وتلفزيونية وأحدث ساكنة في منزل عائلتها في أوسلو
- ستيلان سكارسغارد في دور غوستاف بورغ، مخرج سينمائي مشهور ووالد نورا المنفصل.
- إنغا إبسدوتر ليلياس في دور أغنيس بورغ بيترسن، أخت نورا.
- إيل فانينغ في دور راشيل كيمب، الممثلة الأمريكية الشهيرة التي تلعب الدور الرئيسي في أحدث أفلام غوستاف.
- كوري مايكل سميث في دور سام
- كاثرين كوهين في دور نيكي
- أندرس دانييلسن لاي في دور جاكوب
- أندرياس ستولتنبرغ غرانيرود بدور إيفين
- أويفيند هيسغدال لوفين في دور إريك

## الإنتاج
بدأ التصوير الرئيسي في أغسطس 2024 في أوسلو.

## الاستقبال
على موقع تجميع المراجعات روتن توميتوز، حصل على 95% من 42 مراجعة نقدية إيجابية. أما موقع ميتاكريتيك، الذي يستخدم متوسطًا مرجحًا، فقد منح الفيلم درجة 89 من 100، بناءً على 14 مراجعة نقدية، مما يشير إلى "إشادة عالمية".
في يونيو 2025، صنف موقع إندي واير الفيلم في المرتبة 21 على قائمته "أفضل 100 فيلم في عشرينيات القرن العشرين (حتى الآن)".

## روابط خارجية
- القيمة العاطفية على موقع IMDb (الإنجليزية)
- القيمة العاطفية على موقع ميتاكريتيك (الإنجليزية)
- القيمة العاطفية على موقع روتن توميتوز (الإنجليزية)
- القيمة العاطفية على موقع ألو سيني (الفرنسية)
- القيمة العاطفية على موقع أول موفي (الإنجليزية)
- القيمة العاطفية على موقع قاعدة بيانات الأفلام السويدية (السويدية)
- القيمة العاطفية على موقع قاعدة بيانات الفيلم (الإنجليزية)